# Родословная туркмен
«Родословная туркмен» (чагат. شجرهٔ تراکمه‎, Shajara-i Tarākima) — исторический труд узбекского историка и хивинского хана XVII века Абу-ль-Гази, в котором описывается мифическая история туркмен начиная с эпохи ранних пророков, приводятся сведения о рождении и жизнедеятельности древнего родоначальника огузов и героя-прародителя всех тюркских народов Огуз-хана, о его походах по завоеванию стран и регионов Евразии, о древних и средневековых огузских племенах и родах, а также о правлении огузских (туркменских) ханов в средние века.

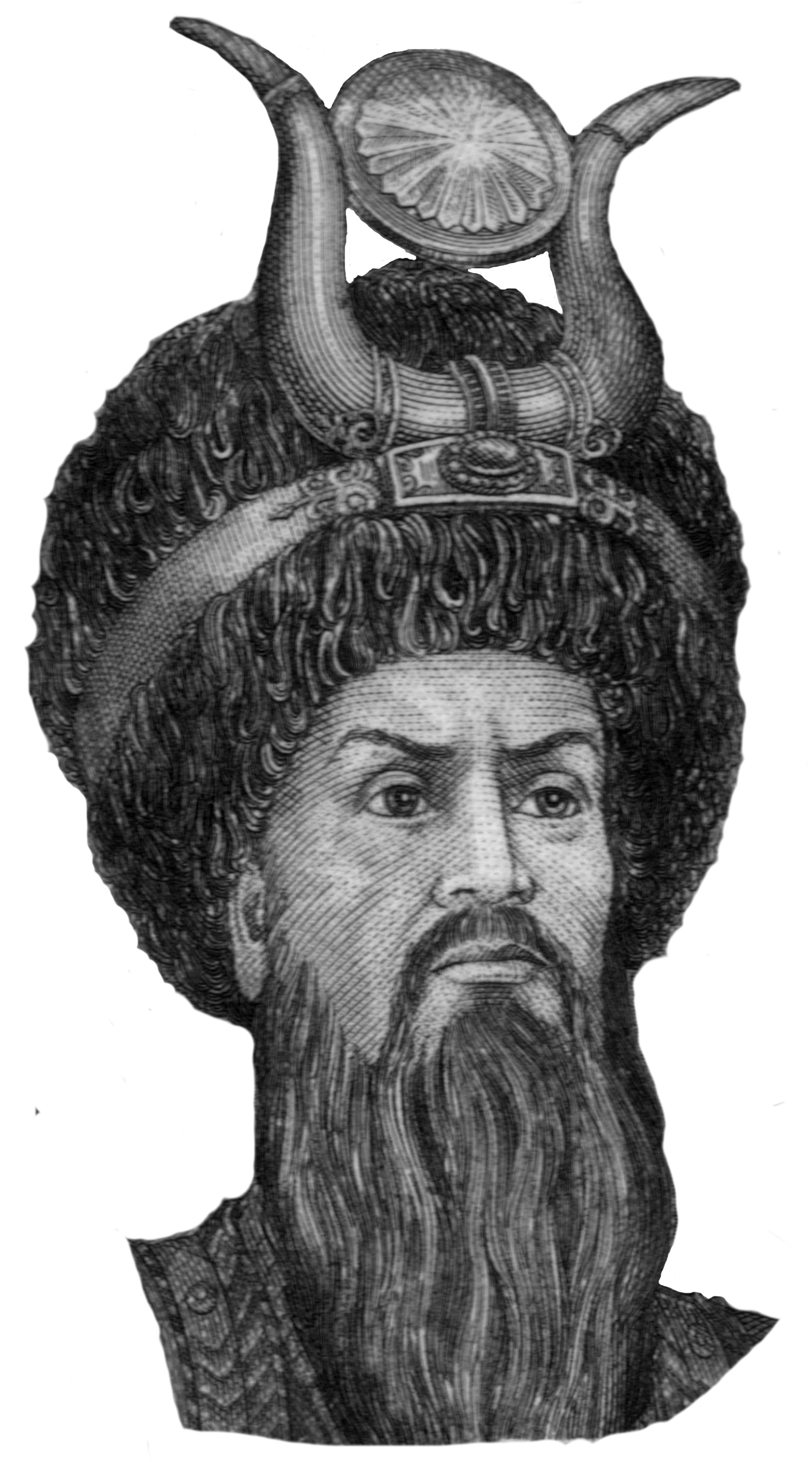
Огуз-хан

Данный труд написан на чагатайском языке и считается исламской версией эпоса «Огуз-наме», самая ранняя версия которой зафиксирована в XIV веке.

## Содержание
Во время десятилетнего пребывания своего в Персии, Абулгази познакомился с работами персидских историков о монголах и тюрках. Он ссылался на "Историю" Фазлуллаха Рашид-эд-дина, на сочинение Шараф-эд-дина Али Йазди, известное под названием «Зафар-наме». Кроме этого он использовал 18 исторических сочинений о Чингизидах.
“Родословная туркмен”, была написана по словам Абу-л-Гази, “по просьбе туркменских мулл, шейхов и беков”, которые считали, что распространённые в народе Огуз-наме полны “ошибок и друг с другом не сходятся”. Требовалась официальная редакция предания о происхождении туркмен, их развития и размещения, что было выполнено историком Абулгази-ханом.
Востоковед В. Бартольд (1869—1930), использовавший “Родословную туркмен” отметил, что это  “специальное историческое сочинение о туркменах, какого ни об одном из других тюркских, народов нет”.
А. Якубовский (1886—1953), крупный знаток истории туркмен, утверждал, что “единственным источником, который до некоторой степени анализирует процесс сложения племенных организаций и объединения туркмен, являются работы Абулгази ”Шеджере-и турк” и ”Шеджере-и таракимэ”.

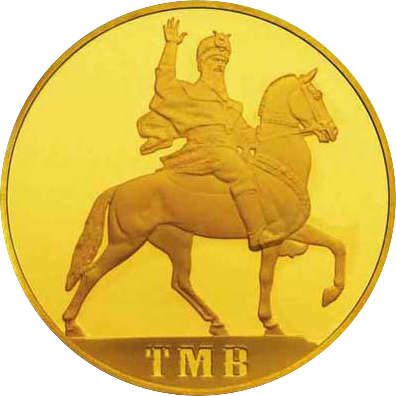
Изображение Огуз-хана на монете

«Родословная туркмен»' является не только важным историческим источником, но и значительным литературным памятником, в котором мастерски излагаются многие огузские народные предания, легенды, народные этимологии этнонимов, пословицы и поговорки.
«Родословная туркмен» может быть разделена на три части: сведения о ранних пророках (сказание об Адаме); сведения, основанные на огузском эпосе, в основе которого лежит сказание об Огуз-хане и его потомках; сведения, дошедшие в легендарной форме, но имеющие реальную подоснову: сведения о происхождении, разделении и размещении огузских племен (в частности, сказание о салырах), сведения о тамгах, онгонах, местничестве на пирах, сказание о смуте среди огузов, сказания об племенах, присоединившихся к огузам, рассказ о девушках, которые были беками среди огузов, и другие.

## Родоплеменное устройство

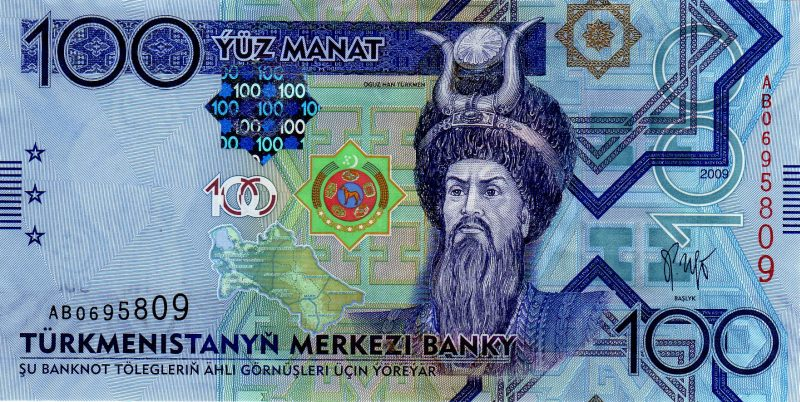
Изображение Огуз-хана на купюре достоинством 100 манатов

Согласно «Родословной туркмен», у Огуз-Хана всего было шестеро сыновей, а у каждого из них в свою очередь было по четыре сына от старших жён и ещё по несколько сыновей от их других жён. Двадцать четыре внука от старших жен сыновей Огуз-Хана являются родоначальниками 24 древнейших и главных огузских племён и главами так называемых «Аймаков». К каждому их главных 24 племён были присоединены другие племена, чьими родоначальниками являлись внуки Огуз-хана от младших жен его сыновей, а также вожди, отличавшиеся в той или иной обстановке во времена военных походов Огуз-хана: такое основное объединение нескольких родов и составлял собою один «Аймак».
Два объединённых аймака составляли один «Юзлык», следовательно юзлыков было двенадцать. Юзлыкы, в свою очередь, были сведены в две главные группы: «Бозок» (старшее колено) и «Учок» (младшее колено). Таким образом, весь древний огузский народ был разделён на две части (Бозок и Учок): каждая из этих частей делилась на 12 юзлыков, а каждый из юзлыков делился на два аймака.

## Племена и тамги

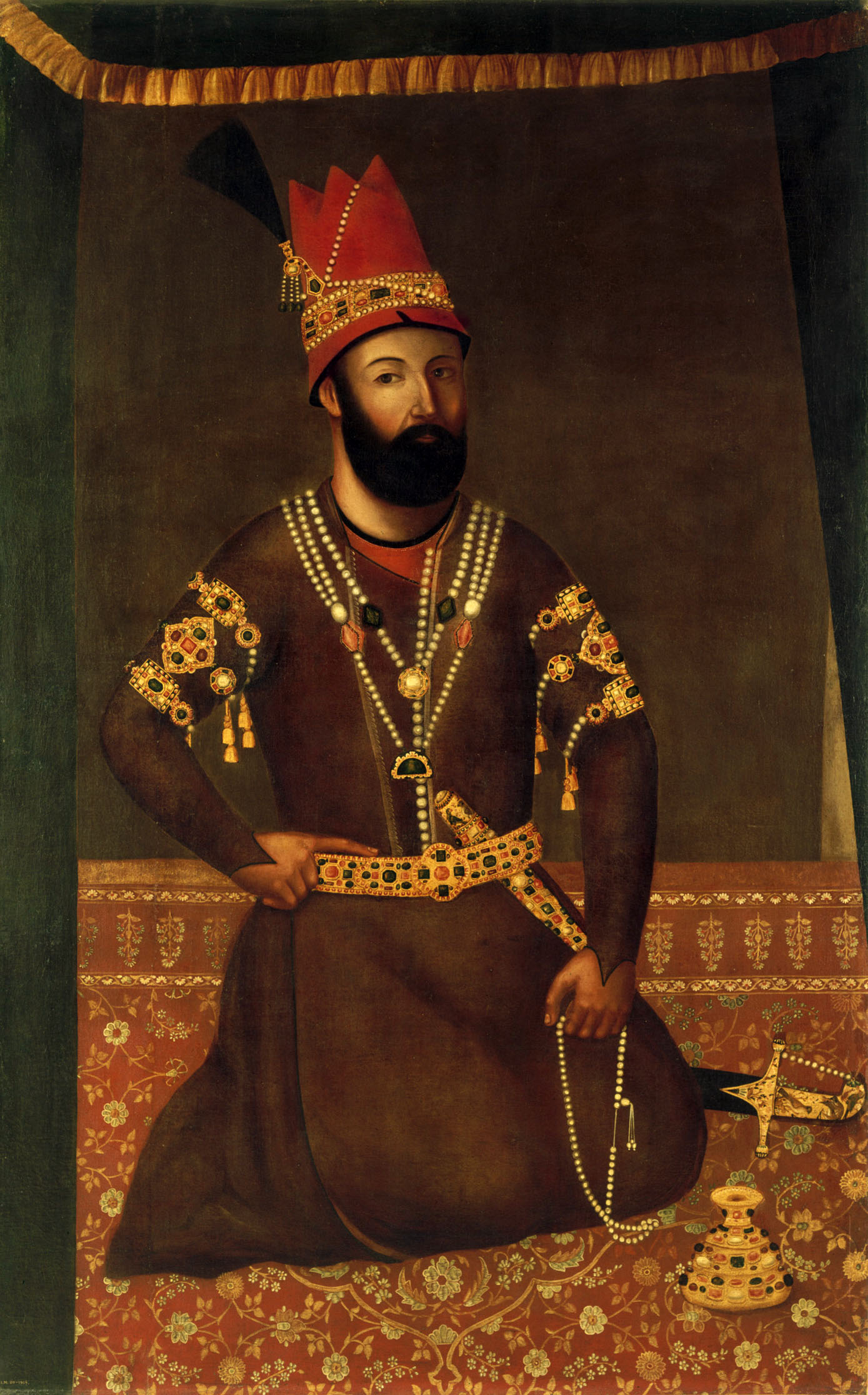
Надир-хан Афшар - азербайджанский полководец, представитель племени Афшар

Список древних двадцати четырёх туркменских племён — прямых потомков Огуз-хана от старших жён его сыновей, значения их названий и их тамги:
Сыновья Гюн-хана:
- Кайы (крепкий) -
- Баят (богатый)
- Алка-ойли (соответствующий) -
- Кара-ойли (где бы ни остановился, [всюду] в палатке живёт)

Сыновья Ай-хана:
- Языр (старший в иле) -
- Йасыр («ябир» согласно другому переводу «Родословной туркмен») (всё, что ни окажется перед ним, он опрокидывает)
- Додурга (тот, кто умеет завоёвывать страны и удерживать их за собой)
- Дугер (круг) -

Сыновья Йылдыз-хана:
- Авшар (проворный в работе) -
- Кызык (Позновательный/удивительный)
- Бекдили (его речь уважаема) -
- Каркын (хлебосольный) —

Сыновья Гёк-хана:
- Баяндыр (обладающий мирскими благами)
- Бечене (делающий) -
- Човдур (честный)
- Чепни (богатырь) -

Сыновья Даг-хана:
- Салыр (вооружённый саблей) -
- Эймир (богатейший) -
- Алайонтли (имеющий пегую лошадь) -
- Урегир (добродетельный)

Сыновья Денгиз-хана:
- Игдир (великий)
- Бюгдуз (услужливый)
- Ыва (высокостепенный)
- Кынык (почтенный) -

Список древних туркменских племён, происходивших от наложниц сыновей Огуз-хана:
Кене — Гуне — Турбатлы — Гирейли — Солтанлы — Оклы — Геклы — Кыргыз — Сучли — Хорасанлы — Юртчы — Джамчи — Турумчи — Кумы — Соркы — Курджык — Сараджик — Караджык — Текин — Казыкурт — Лала — Мердешуй — Саир.
Согласно «Родословной туркмен», канглы, кыпчак, карлык, халач являются племенами, родоначальники которых были вождями в войске и близкими сподвижниками Огуз-хана, а также входили в состав огузов в древности и средневековье.